# Маклауд, Омар
Омар Маклауд (также Маклеод, англ. Omar McLeod; род. 25 апреля 1994 года, Кингстон, Ямайка) — ямайский легкоатлет, специализирующийся в беге на 110 и 400 метров с барьерами, Олимпийский чемпион игр 2016 года в Рио-де-Жанейро. C личным рекордом в беге на 110 метров с барьерами (12,97 секунд) занимает 15-е место в списке самых быстрых времен за все время.

## Ранняя карьера
Маклауд был многообещающим спортсменом в средней школе, выступая за среднюю школу Манчестера, а затем за Кингстонский колледж на дистанциях 110 м с барьерами и 400 метров с барьерами. Он представлял Ямайку на Чемпионат мира среди юношей в Лилле на обеих дисциплинах, он занял 4-е место в беге на 110 метров с барьерами и 8-е в беге на 400 метров с барьерами. На CARIFTA Games, выигрывал золотые медали в забегах на 400 метров с барьерами в течение трёх лет (2011, 2012 и 2013); у него ещё есть пять медалей в беге на 110 метров с барьерами и в эстафете 4×400 метров, в том числе золото в 2013 году. В 2012 году, в составе сборной Ямайки выиграл эстафету 4×400 метров на Чемпионате Центральной Америки и Карибского бассейна по лёгкой атлетике среди юниоров в Сан-Сальвадоре.
В 2013 году, во время последнего года обучения в средней школе, он установил  юниорские рекорды Ямайки в беге на 110 метров с барьерами (13,24) и 400 метров с барьерами (49,98), став первым ямайским школьником, которому удалось выбежать из 50,0 секунд в беге на 400 метров с барьерами. После окончания колледжа в Кингстоне он отправился обучаться в Университет Арканзаса по легкоатлетической стипендии.
У Маклауда не было опыта работы в закрытых помещениях до переезда в США, но он быстро адаптировался. Выиграл забег на 60 метров с барьерами на NCAA indoor championships 2014 в Альбукерке, установив личный рекорд в отборочных забегах 7,57 секунд и пробежав 7,58 в финале. На открытом воздухе он занял второе место в беге на 110 метров с барьерами на чемпионате Юго-Восточной конференции в Восточном регионе, но во время чемпионата NCAA потянул сухожилие и пропустил финал.
Маклауд вернулся после травмы в 2015 году, выиграл чемпионат Юго-Восточной конференции в закрытых помещениях с личным рекордом 7,49 секунд. На чемпионате NCAA он снова одержал победу, с рекордом в закрытых помещениях — 7,45 секунд. На открытый чемпионат NCAA в Юджине отправился в качестве фаворита и выиграл его, показав время 13,08 секунд в отборочных забегах и 13,01 в финале. В дополнение к своей победе, Маклауд побежал в составе команды Арканзаса в эстафетах 4×100 метров и 4×400 метров; Арканзас выиграл эстафету 4×100 м и показал шестое время в эстафете 4×400 м.
После сезона 2015 года Маклауд стал профессиональным спортсменом и подписал контракт с Nike, отказавшись от оставшихся двух лет в качестве спортсмена NCAA, но остался в Арканзасе, чтобы завершить обучение.

## Профессиональная карьера

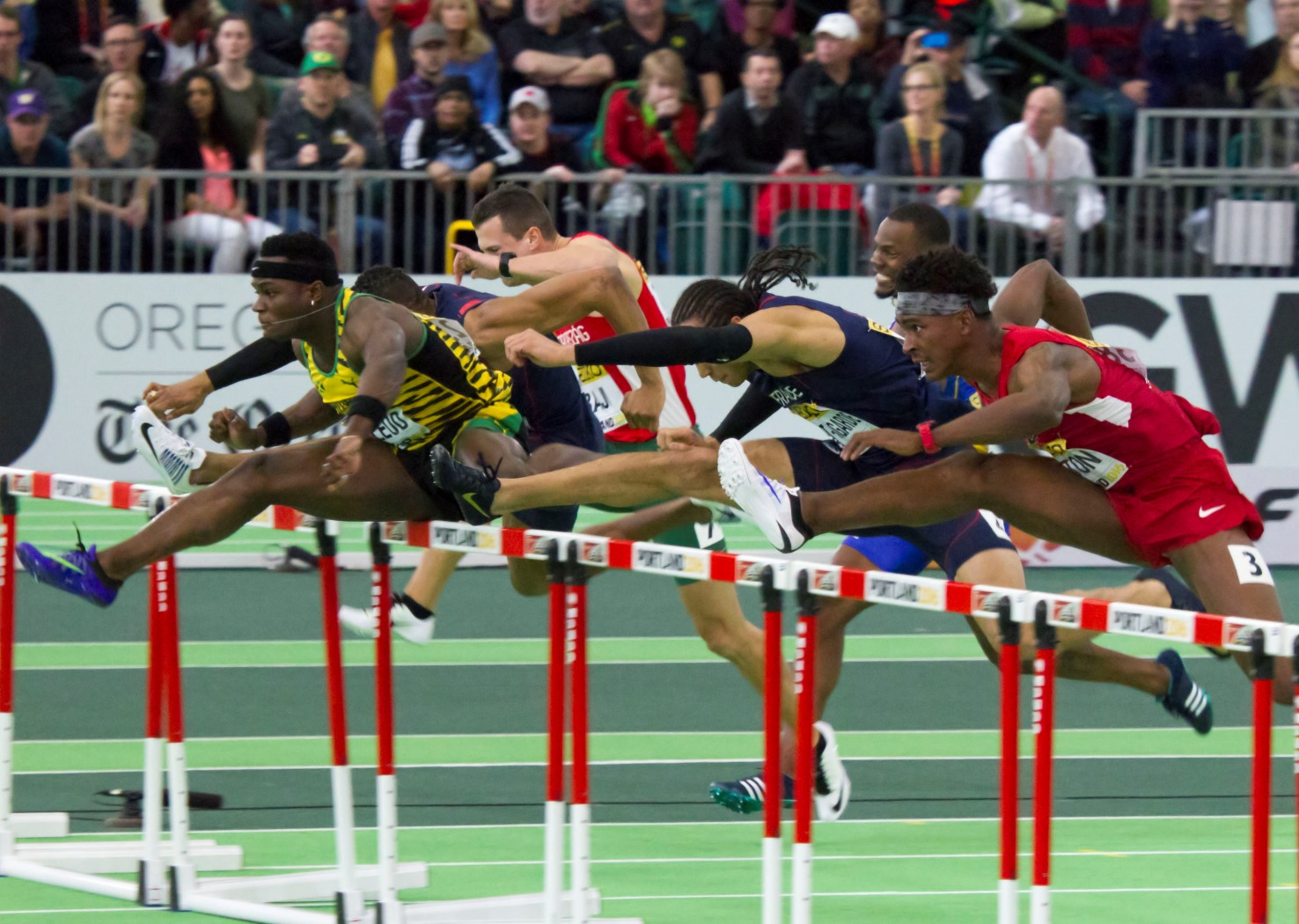
Маклауд на Чемпионате мира по лёгкой атлетике в помещении 2016 года

Маклауд выиграл забег на 110 метров с барьерами на Чемпионате Ямайки 2015 года, побив национальный рекорд Хансла Парчмента, впервые показав время меньше 13 секунд — 12,97; время было лучшим в мире в течение недели. Дебют как профессионального спортсмена состоялся на István Gyulai Memorial в Секешфехерваре 7 июля, но из-за судороги ему не удалось финишировать.
В начале сезона 2016 года, он пробежал 100 метров за 9,99 секунд, став первым легкоатлетом, которому удалось в таком возрасте выбежать из 10 секунд на 100 метрах и из 13 секунд на 110 метрах с барьерами.
На Олимпийских Играх 2016 года в Рио-де-Жанейро выиграл золотую медаль в беге на 110 метров с барьерами.

## Достижения
| Год  | Соревнование                | Город                    | Место | Дисциплина | Время (с) |
| ---- | --------------------------- | ------------------------ | ----- | ---------- | --------- |
| 2011 | Чемпионат мира среди юношей | Лилль, Франция           | 4     | 110 м с/б  | 13,61     |
| 2011 | Чемпионат мира среди юношей | Лилль, Франция           | 8     | 400 м с/б  | 52,82     |
| 2015 | Чемпионат мира              | Пекин, Китай             | 6     | 110 м с/б  | 13,18     |
| 2016 | Чемпионат мира в помещении  | Портленд, США            | 1     | 60 м с/б   | 7,41      |
| 2016 | Олимпийские игры 2016       | Рио-де-Жанейро, Бразилия | 1     | 110 м с/б  | 13,05     |